# Saša Radivojević
Saša Radivojević (Beograd, 10. travnja 1979.) bivši je srbijanski nogometaš. 